# Strefa Ludowa Obszaru Segen

Mapa regionów i stref Etiopii.

Strefa Ludowa Obszaru Segen (Segen Area Peoples Zone) – jedna ze stref w Etiopii, w Regionie Narodów, Narodowości i Ludów Południa. Ważniejsze miasta w strefie to: Konso, Gidole, Derba i Sojama.
Strefa utworzona została dopiero w 2011 roku w wyniku połączenia specjalnych wored: Amaro, Burji, Dirashe i Konso.

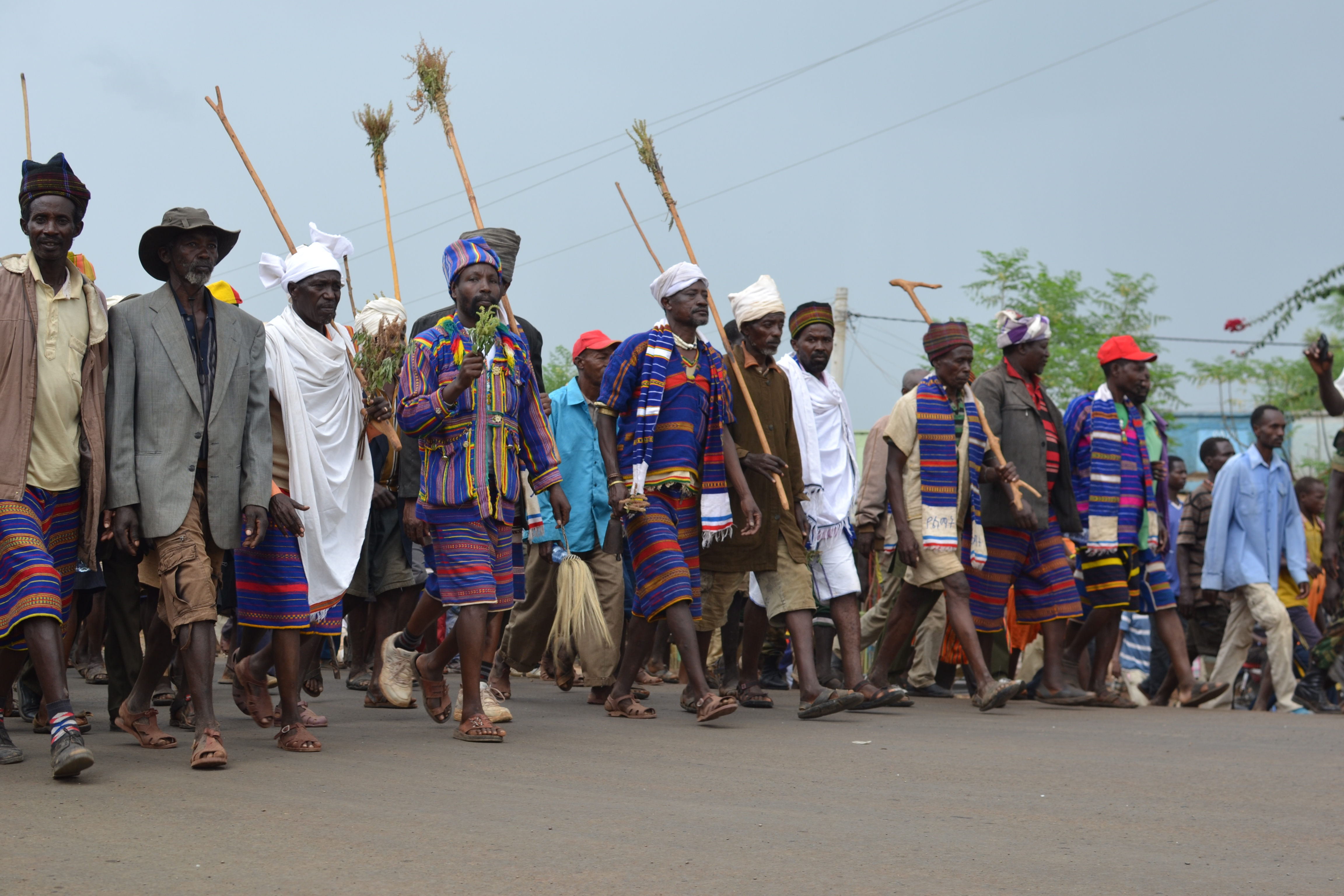
Pokojowa demonstracja ludu Konso w mieście Konso

Na granicy ze strefą Gamo Gofa znajduje się Jezioro Chamo. W woredzie Amaro znajduje się Park Narodowy Necz Sar.
Strefa zamieszkana jest głównie przez ludy Konso, Koore, Dirashe, Gawwada i Burji. Przeważającą religią jest protestantyzm.